# 아디다스 텔스타 18

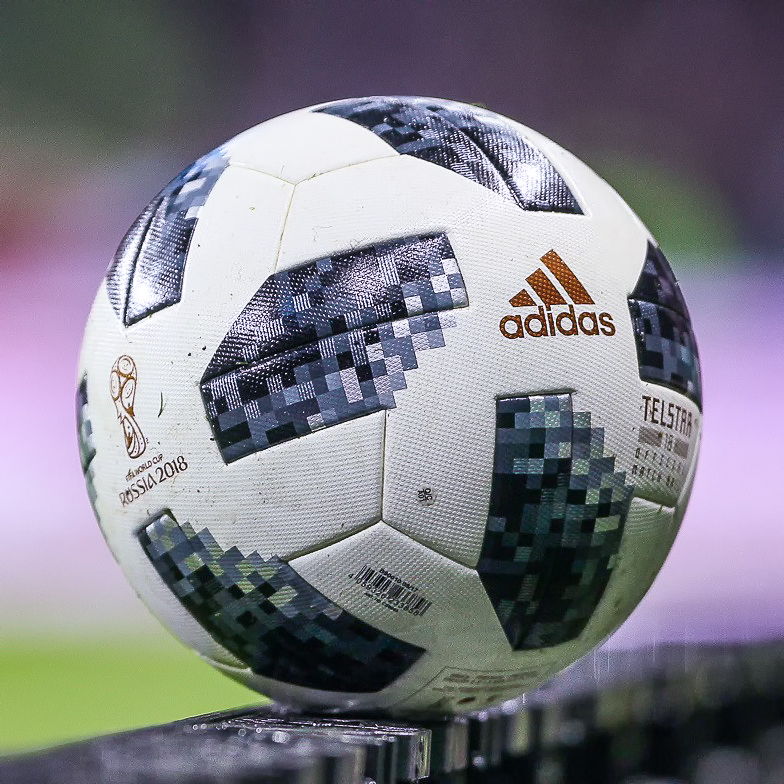
아디다스 텔스타 18

텔스타 18(Telstar 18)은 러시아에서 열린 2018년 FIFA 월드컵의 공식 경기구이다. 아디다스에서 제작한 축구공이다. 2017년 11월 9일에 모스크바에서 일반 대중들에게 처음으로 공개되었다.
이름은 1970년 FIFA 월드컵 당시 처음으로 도입된 FIFA 월드컵 공식 경기구인 텔스타에서 유래되었다.

## 특징
텔스타 18은 지난 대회인 2014년 FIFA 월드컵 공식 경기구인 브라주카의 기본 골격을 그대로 유지하면서, 6개의 다각형 모양 패널로 구성했다. 또한 월드컵 공식 경기구 최초로 쌍방향 인터랙티브 커뮤니케이션이 가능한 근거리 무선 통신 칩을 내장하였다. 디자인은 초기 텔스타 당시의 디자인을 그대로 유지하기 위해 흑백으로 구성되었다. 또한 이 공은 2018년 아시안 게임에도 사용된 적이 있다.

## 텔스타 메치타

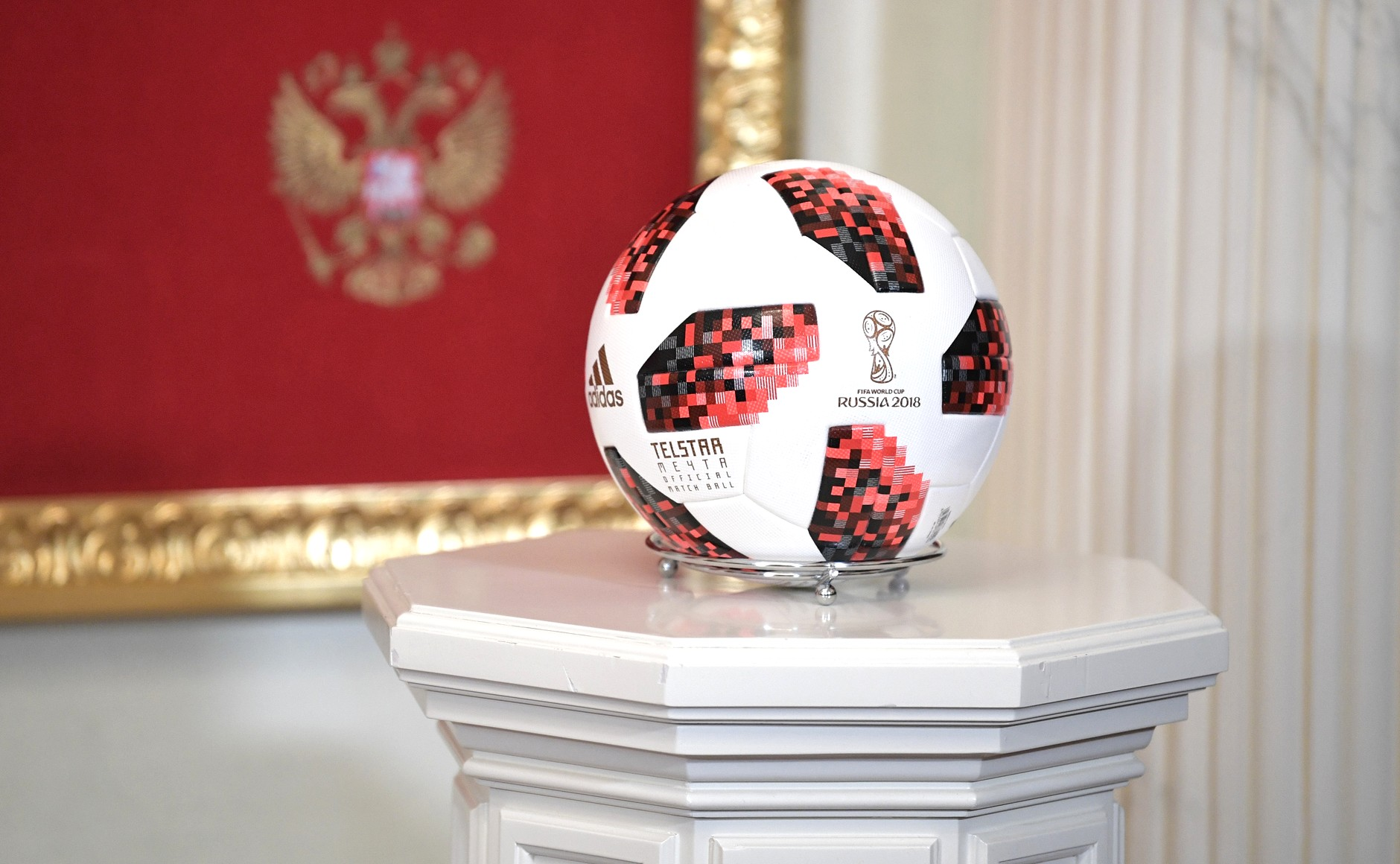
아디다스 텔스타 메치타

결선 토너먼트부터는 기존 텔스타 18에 색상을 바꾼 텔스타 메치타(Telstar Mechta)가 사용되었는데, 이는 결승전이 아닌 대회 기간 중 처음으로 공식 경기구를 변경하였다. '메치타'(Мечта)라는 단어는 러시아어로 '꿈'이라는 뜻을 가지고 있으며, 지면 탈락하는 '꿈의 무대'를 의미한다. 또한 공에 사용된 빨간색은 개최국인 러시아의 국기에서 영감을 얻은 것이다.

## 사용한 대회
- 2018년 FIFA 월드컵
- 2018년 아시안 게임 축구
- K리그1 2018

## 같이 보기
- 아디다스 텔스타